# Andrea Jäger
Andrea Jäger (* 12. März 1956 in Frankfurt am Main) ist eine deutsche Germanistin und Hochschullehrerin.

## Leben und Wirken
Jäger wuchs in Bielefeld auf und machte 1974 am Bavink-Gymnasium ihr Abitur. Anschließend studierte sie von 1974 bis 1979 Germanistik, Philosophie, Sozialkunde und Geschichte an der Philipps-Universität Marburg. Von 1980 bis 1982 war sie Tutorin am Fachbereich Gesellschaftswissenschaften der Goethe-Universität Frankfurt am Main. Im Zeitraum von 1982 bis 1986 erhielt sie ein Promotionsstipendium der Friedrich-Naumann-Stiftung. 1986 promovierte Jäger bei Wilhelm Solms an der Universität Marburg zum Dr. phil. Im Anschluss war sie 1986/87 wissenschaftliche Mitarbeiterin am Germanistischen Institut der Ruhr-Universität Bochum (RBU) und von 1989 bis 1993 Mitarbeiterin an einem Forschungsprojekt der Volkswagenstiftung. 1997 habilitierte sie an der RBU. 1998/99 war Jäger als Vertretungsprofessorin an der Martin-Luther-Universität Halle-Wittenberg (MLU) tätig. Von 1998 bis 2002 war sie leitende Redakteurin im Bereich Unternehmenskommunikation und seit 2002 ist sie Professorin für Neuere und neueste deutsche Literatur an der MLU. In der Zeit von 2003 bis 2007 war sie geschäftsführende Direktorin des Germanistischen Instituts in Halle/Wittenberg. Sie hat unter anderem in Text + Kritik veröffentlicht und ist Mitglied des Redaktionsbeirats des Universitäts-Magazins scientia halensis.

## Schriften (Auswahl)
- Schriftsteller aus der DDR. Ausbürgerungen und Übersiedlungen von 1961 bis 1989. Autorenlexikon (= Schriften zur Europa- und Deutschlandforschung. Band 1). Lang, u. a. Frankfurt am Main 1995, ISBN 978-3-631-48646-7.
- Schriftsteller aus der DDR. Ausbürgerungen und Übersiedlungen von 1961 bis 1989. Studie (= Schriften zur Europa- und Deutschlandforschung. Band 2). Lang, u. a. Frankfurt am Main 1995, ISBN 978-3-631-48643-6.
- Der Dramatiker Peter Hacks. Vom Produktionsstück zur Klassizität (= Marburger Studien zur Literatur. Band 2). Hitzeroth, Marburg 1986, ISBN 978-3-925944-03-1 (Zugleich Dissertation, Univ. Marburg 1985 u.d.T.: Vom Exempel zum Mythos).
- Die historischen Erzählungen von Conrad Ferdinand Meyer. Zur poetischen Auflösung des historischen Sinns im 19. Jahrhundert. Francke, Tübingen, Basel 1998, ISBN 978-3-7720-2737-6 (Zugleich Habilitationsschrift, Univ. Bochum 1998).
- Conrad Ferdinand Meyer zur Einführung (= Zur Einführung. Band 179). Junius, Hamburg 1998, ISBN 978-3-88506-979-9.

### Herausgebertätigkeit
- mit Gerd Antos, Malcolm H. Dunn (Hrsg.): Masse Mensch: das „Wir“ – sprachlich behauptet, ästhetisch inszeniert. Mitteldeutscher Verl., Halle (Saale) 2006, ISBN 978-3-89812-394-5.
- mit Carsten Jakobi, Bernhard Spies (Hrsg.): Religionskritik in Literatur und Philosophie nach der Aufklärung (= Massenphänomene. Band 2). Mitteldeutscher Verl., Halle (Saale) 2007, ISBN 978-3-89812-374-7.
- mit Kai Köhler (Hrsg.): Heitere Spiele über den Ausgang der Geschichte. Peter Hacks und die Komödie im Kalten Krieg. Konferenzschrift (= Wissenschaftliche Tagung der Peter-Hacks-Gesellschaft. Band 4). Aurora, Berlin 2013, ISBN 978-3-359-02523-8.
- mit Stephan Pabst (Hrsg.): Reportage-Literatur in der DDR. Konferenzschrift (= Non Fiktion. Arsenal der anderen Gattungen. Band 18, Nr. 1/2). Wehrhahn, Hannover 2023, ISBN 978-3-86525-994-3.